# Уфимська область
Уфимська область (башк. Өфө өлкәһе, рос. Уфимская область) — адміністративно-територіальна одиниця РРФСР, що існувала з 29 травня 1952 року по 1953 рік у складі Башкирської АРСР.
Центр — місто Уфа. Територія — 69,9 тис. кв. км.
1-й секретар Уфимського обласного комітету ВКП(б) — КПРС з 1952 по травень 1953 — Курбангулов Хабі Яукманович.

## Історія
Уфимська область (поряд з Стерлітамацькою) утворена 29 травня 1952 року в ході експерименту по запровадженню обласного поділу всередині великих АРСР.
Рік потому експеримент визнано невдалим і область скасували (30 квітня 1953 року).

## Географія
Розташовувалася в північній частині Башкирської АРСР.

## Адміністративний поділ
Столиця — Уфа (із залишенням міста в республіканському підпорядкуванні)
- Міст обласного підпорядкування — 2 (Октябрський, Черниковск).
- Міст районного підпорядкування — 4 (Белебей, Бірськ, Благовєщенськ, Давлеканово).
- Сільських районів — 38 (Альшеєвський, Аскінський, Байкибашевський, Бакалинський, Балтачевський, Белебеївський, Білокатайський, Біжбуляцький, Бірський, Благоварський, Благовєщенський, Буздяцький, Бураєвський, Давлекановський, Дуванський, Дюртюлинський, Єрмекеєвський, Іглінський, Ілішевський, Калтасинський, Кандрінський, Караїдельский, Кігинський, Краснокамський, Кушнаренковський, Мечетлинський, Мішкінський, Нурімановський, Покровський, Салаватський, Татишлинський, Туймазинський, Улу-Теляцький, Уфимський, Чекмагушівський, Чишминський, Шаранський, Янаульський).
- Міських районів — 3.
- Селищ міського типу — 12.
- Селищних рад сільського типу — 1.
- Сільрад — 803.